# Cantón de Saint-Dizier-Centro
El cantón de Saint-Dizier-Centro era una división administrativa francesa, que estaba situada en el departamento de Alto Marne y la región de Champaña-Ardenas.

## Composición
El cantón estaba formado por una fracción de la comuna que le da su nombre:
- Saint-Dizier (fracción)

## Supresión del cantón de Saint-Dizier-Centro
En aplicación del Decreto n.º 2014-163 de 17 de febrero de 2014, el cantón de Saint-Dizier-Centro fue suprimido el 22 de marzo de 2015 y su fracción de comuna se unió con las demás fracciones para que, por medio de una reestructuración cantonal, fueran creados los nuevos cantones de Saint-Dizier-1, Saint-Dizier-2 y Saint-Dizier-3.